# Sudden Fear
Sudden Fear, in het Nederlands uitgebracht onder de titel In de greep van de angst, is een film uit 1952 onder regie van David Miller. De film is gebaseerd op een roman van Edna Sherry.
De rol van Jack Palance werd in eerste instantie aangeboden aan Marlon Brando.

## Verhaal
Myra is een rijke toneelschrijfster die tijdens de voorbereidingen van haar nieuwe stuk kort Lester Blaine ontmoet. Na een tweede ontmoeting worden ze verliefd op elkaar en trouwen ze. Wat Myra niet weet, is dat Lester alleen met haar trouwde om haar geld en een affaire heeft met de jonge aantrekkelijke Irene. Wanneer Lester en Irene Myra's testament lezen, bereiden ze wrede plannen voor. Er staat echter een bandrecorder aan die alles opneemt...

## Rolverdeling
| Acteur          | Personage      |
| --------------- | -------------- |
| Joan Crawford   | Myra Hudson    |
| Jack Palance    | Lester Blaine  |
| Gloria Grahame  | Irene Neves    |
| Bruce Bennett   | Steve Kearney  |
| Virginia Huston | Ann Taylor     |
| Mike Connors    | Junior Kearney |

## Prijzen
Oscars
- Academy Award voor Beste Actrice (Joan Crawford) - Genomineerd
- Academy Award voor Beste Camerawerk (Charles Lang) - Genomineerd
- Academy Award voor Beste Kostuumontwerp (Sheila O'Brien) - Genomineerd
- Academy Award voor Beste Mannelijke Bijrol (Jack Palance) - Genomineerd

Golden Globes
- Golden Globe voor Beste Actrice (Joan Crawford) - Genomineerd